# Summer Holiday (Beatrice Ferrantino)
Summer Holiday è un brano musicale della cantante italiana Beatrice Ferrantino, estratto come singolo dalla compilation Io canto 4 e presentato durante la finalissima della quarta edizione del talent show canoro Io canto, del quale la giovane è stata una finalista. Il brano è stato distribuito su store musicali e piattaforme streaming come iTunes Store e Spotify a partire dal 4 novembre 2013, come parte dell'album sopracitato.

## Il brano
La canzone, che ha la durata di tre minuti e quarantasei secondi ed è totalmente in inglese, è stata scritta e composta da grandi e importanti autori quali N. Harambasic, R. Jenssen, R. Svendsen, A. Wik e B. MacKichan ed è nata esclusivamente per far sì che anche la Ferrantino come concorrente, potesse eseguire il suo inedito nel corso di Io canto.
La registrazione del pezzo, sotto l'etichetta discografica Sony Music è avvenuta poco prima della sua pubblicazione: è stato scelto attraverso un concorso a cui potevano partecipare esclusivamente cantautori o scrittori iscritti alla SIAE (Società Italiana degli Autori ed Editori), che, mandando le loro opere ad Io canto potevano concederne una all'artista per il quale l'avevano realizzate, se selezionati dalla redazione del talent show.
A differenza della cover in studio di Hallelujah di Leonard Cohen, sempre nel disco, Summer Holiday è stata inclusa nel secondo CD insieme agli altri inediti dei concorrenti rivali, per un totale di 14 tracce.
Il testo tratta la felicità e l'energia che l'estate e le vacanze estive procurano, presentando oltre che una melodia fresca, moderna e dell'attuale pop anche un rapido ritmo parecchio incalzante, che si avvicina a quello di Carly Rae Jepsen.

## Video musicale
Per fare promozione al singolo è stato realizzato un breve videoclip il quale, caricato sul sito ufficiale della SIAE, che aveva organizzato il concorso per la selezione dell'opera, resenta una giovane Ferrantino in studio con un paio di occhiali e di cuffie che interpreta vocalmente il brano, e si alternano a queste scene anche alcuni momenti dell'esecuzione dal vivo sul palco di Io Canto.

## Tracce
1. Summer Holiday – 3:46 (N. Harambasic, R. Jenssen, R. Svendsen, A. Wik e B. MacKichan)

## Classifiche
| Classifica (2013) | Posizione massima |
| ----------------- | ----------------- |
| Italia            | 75                |